# براد فيتزباتريك
براد فيتزباتريك (بالإنجليزية: Brad Fitzpatrick)‏ (و. 1980  م) هو مبرمج أمريكي، ولد في آيوا.

## التعليم
تعلم في جامعة واشنطن.

## جوائز
حصل على جوائز منها:
- O'Reilly Open Source Award [الإنجليزية]‏ (2010).